# Lijst van gemeenten in Japan
Hier volgt een lijst van gemeenten (chō of machi)  in Japan:
Voor meer informatie over de gemeenten in Japan, zie Gemeente van Japan. 
Op 1 april 2011 had Japan 1724 gemeenten. Binnen deze 1724 gemeenten zijn er 754  die het statuut van gemeente (町, chō of machi) hebben.

## A
Abira - Abu - Aga - Agematsu  - Agui   - Aibetsu - Aikawa   - Ainan -  Aishō - Aizubange  - Aizumi  - Aizumisato  - Ajigasawa  - Akiota - Akkeshi - Ama - Amagi - Ami   - Anamizu   - Anan - Ando - Anpachi  - Aridagawa - Arita - Asagiri - Asahi (Mie)   - Asahi (Toyama)   - Asahi (Yamagata)  - Asakawa - Ashikita  - Ashiya  - Ashoro - Assabu - Ato- Atsuma - Aya   - Ayagawa

## B
Bandai  - Betsukai - Biei- Bifuka 
- Bihoro   - Biratori

## C
Chatan  - Chikujo  - Chikuzen  - China - Chippubetsu - Chiyoda - Chizu - Chonan

## D
Daigo  - Daisen

## E
Echizen - Eiheiji - Enbetsu - Engaru 
- Erimo - Esashi (Hiyama)  - Esashi (Soya)

## F
Fuchu  -Fujikawa -Fujikawaguchiko - Fujimi -  Fujisaki - Fujisato - Fujisawa - Fukaura  - Fukuchi - Fukusaki   - Fukushima - Funagata - Furubira- Furudono  - Fuso  - Futaba

## G
Genkai - Ginan  - Gōdo  - Gojome - Goka   - Gokase  - Gonohe - Gyokuto

## H
Haboro - Hachijo - Hachirogata - Haebaru  - Haga - Hakone  - Hamanaka - Hamatonbetsu - Hanawa - Happo - Harima 
- Haruhi  - Hasami   - Hashikami -  Hatoyama  - Hayakawa - Hayama  - Hayashima-  Heguri- Hichiso - Hidaka- Hidaka- Hidakagawa- Higashiagatsuma - Higashichichibu  - Higashiizu - Higashiizumo - Higashikagura - Higashikawa - Higashikushira - Higashimiyoshi - Higashisonogi   - Higashiura  - Hiji - Hikawa- Hino - Hino - Hinode - Hinokage  - Hiraizumi - Hiranai - Hirao - Hirogawa - Hirokawa - Hirono- Hirono  - Hiroo - Hisayama - Hodatsushimizu - Hoki - Hokuei - Hokuryū- Honbetsu - Horokanai - Horonobe

## I
Ibaraki  - Ibigawa  - Ichikai - Ichikawa  - Ichikawamisato - Ichinohe - Ichinomiya - Ide  - Iide - Iijima - Iinan - Iizuna - Ikaruga- Ikata - Ikawa - Ikeda (Fukui) - Ikeda (Gifu) - Ikeda (Hokkaido) - Ikeda (Nagano)   - Imabetsu - Imakane - Ina - Inagawa - Inami (Hyogo) - Inami (Wakayama) - Inawashiro - Ine - Ino   - Isen - Ishii - Ishikawa -  Itakura - Itano - Itayanagi - Itoda - Iwafune - Iwaizumi  - Iwami - Iwanai - Iwate  - Izumozaki

## J
Jinsekikogen

## K
Kadena  - Kadogawa  - Kagamiishi - Kagamino - Kahoku  - Kaisei (gemeente)  - Kaita - Kaiyo - Kami (Hyogo)  - Kami (Miyagi) - Kamifurano - Kamigori - Kamiichi - Kamiita - Kamijima- Kamikatsu - Kamikawa  (Saitama)  - Kamikawa (Hokkaido) - Kamikawa (Hyogo) - Kamimine - Kaminokawa - Kaminokuni - Kaminoseki - Kamisato  - Kamishihoro - Kamisunagawa - Kamitonda  - Kamiyama - Kamiyubetsu - Kanan  - Kanda - Kanegasaki - Kaneyama (Fukushima)  - Kaneyama (Yamagata) - Kanie - Kanmaki- Kanna - Kannami - Kanra - Karuizawa - Karumai - Kasagi  - Kasamatsu - Kashima - Kasuya - Katsuura  - Katsuragi - Kawabe - Kawachi  - Kawagoe  -  Kawai (Nara)  - Kawajima - Kawakita - Kawamata - Kawaminami  - Kawamoto - Kawanehon - Kawanishi (Nara) - Kawanishi (Yamagata) 
- Kawara - Kawasaki (Fukuoka)   - Kawasaki (Miyagi) - Kawatana
- Kawazu - Keisen - Kenbuchi - Kibichuo - Kiho  - Kihoku (Ehime)  - Kihoku (Mie)- Kijo   - Kikai (Kagoshima) - Kikonai - Kikuyo  - Kimino - Kimobetsu - Kimotsuki  - Kin  - Kinko - Kiso (gemeente) - Kisosaki- Kitagata - Kitahiroshima - Kitajima  - Kiyama - Kiyosato  - Kofu - Koge (Fukuoka) - Kohoku (Saga) - Kokonoe - Komi (Nagano)  - Komono - Kōra - Kori - Koryo - Kosa - Kosaka - Koshimizu - Kota (Aichi) - Kotake - Kotohira   - Kotoura - Koya - Kozagawa  -  Kōzaki - Kudoyama - Kujukuri - Kumakogen- Kumano - Kumatori - Kumejima  - Kumenan - Kumiyama - Kunimi - Kunitomi - Kunneppu   - Kurate  - Kuriyama - Kuromatsunai - Kuroshio - Kusatsu - Kushimoto - Kushiro - Kusu - Kutchan - Kuzumaki   - Kyōgoku - Kyonan - Kyotamba - Kyōwa

## M
Makubetsu - Mamurogawa  - Manazuru  - Manno   - Marumori - Masaki   - Mashike - Mashiki - Mashiko - Matsubushi  - Matsuda  - Matsukawa (Shimoina)  - Matsumae - Matsuno - Matsushige - Matsushima  - Matsuzaki - Meiwa   - Meiwa  - Memuro - Mibu  - Mifune - Mihama (Aichi) - Mihama (Fukui) - Mihama (Mie) - Mihama (Wakayama) - Miharu  - Miki (Kagawa) - Mimata - Minabe  - Minakami - Minami  - Minamiaizu  - Minamichita   - Minamiechizen - Minamifurano - Minami-ise  
- Minamiizu  - Minaminasu - Minamioguni - Minamiosumi - Minamisanriku - Minamitane -  Minano - Minobu - Minowa - Misaki  (Osaka) - Misaki (Okayama)  - Misasa - Misato   (Kodama) - Misato (Akita) - Misato (Kumamoto)  - Misato (Miyagi) - Misato (Miyazaki)   - Misato (Shimane) - Mishima (Fukushima) - Mitake - Mitane- Miyake (Nara) - Miyaki- Miyako (Fukuoka) - Miyashiro  - Miyoshi (Saitama)  - Moroyama  - Miyota - Miyawaka - Mizuho- Mizumaki - Mogami - Mori (Hokkaido) - Mori (Shizuoka) - Moseushi - Motegi - Motobu  - Motoyama  - Mugi - Mukawa - Murata - Mutsuzawa

## N
Nachikatsuura  - Nagaizumi  - Nagakute - Naganohara - Naganuma - Nagara  - Nagashima - Nagasu - Nagatoro   - Nagawa - Nagayo   - Nagi  - Nagiso  - Nagomi  - Nahari   - Naie - Naka - Nakadomari  - Nakafurano - Nakagawa (Fukuoka) - Nakagawa (Hokkaido) - Nakagawa (Tochigi) - Nakai   - Nakanojo  - Nakanoto - Nakashibetsu - Nakatane  - Nakatonbetsu - Nakatosa  - Nakayama (Yamagata)  - Nambu - Namegawa   - Namie  - Nanae - Nanbu - Nambu - Nankan - Nanporo - Naoshima - Naraha  - Nichinan - Niikappu - Niki - Ninomiya (Kanagawa) - Niseko - Nishiaizu - Nishihara (Okinawa)  - Nishiizu - Nishikata - Nishikatsura - Nishikawa - Nishiki - Nishinoshima  - Nishiwaga - Niyodogawa - Nogi - Noheji - Nonoichi
- Nose  - Noto - Numata - Nyuzen

## O
Oarai  - Obira- Obuse - Ochi  - Odai  - Odika   - Ōe - Ogano  - Ogawa - Ōgawara - Ogose - Oguchi - Oguni (Kumamoto)- Oguni (Yamagata) - Oharu   - Oi  (Fukui)  - Oi (Kanagawa)  - Oirase  - Ōishida - Oiso - Oizumi  - Oji - Okagaki - Oketo   - Oki - Okinoshima - Okoppe  - Okuizumo - Okuma - Okushiri - Okutama- Ōma (Japan)   - Omachi (Saga)  - Omu - Onagawa - Onga- Onjuku  - Ono (Fukushima)  - Ono (Gifu) - Oonan - Ora (Gunma)  - Osaki (Kagoshima) - Osakikamijima - Ōsato  - Oshamanbe - Oshima  - Otaki (Chiba) - Oto (Fukuoka)   - Otobe  - Otofuke - Otoyo - Otsuchi - Otsuki - Owani - Oyama  - Oyamazaki - Oyodo - Ozora - Ozu

## P
Pippu

## R
Rankoshi - Ranzan  - Rausu - Rebun - Reihoku- Rifu  - Rikubetsu - Rishiri - Rishirifuji - Rokunohe  - Ryūō

## S
Saka - Sakae (Chiba)  - Sakahogi  - Sakai - Sakaki - Sakawa   - Sakuho - Samani- Samukawa - Sangō - Sannohe - Saroma - Sasaguri - Satosho - Satsuma - Sayo - Saza - Seika  - Seiro - Sekigahara  - Sera (Hiroshima) - Setana - Setouchi  - Shakotan - Shari  -  Shibata (Miyagi) - Shibayama - Shibecha - Shibetsu - Shichigahama - Shichikashuku - Shichinohe  - Shihoro - Shika - Shikabe- Shikama -  Shikaoi - Shimamoto - Shimanto  - Shime - Shimizu (Hokkaido) - Shimizu (Shizuoka) - Shimogo  - Shimoichi - Shimokawa
- Shimonita - Shimosuwa - Shinano (Nagano)  - Shinchi
- Shingu (Fukuoka)  - Shinhidaka - Shinkamigoto - Shinonsen - Shintoku - Shintomi  
- Shintotsukawa - Shioya  - Shirahama (Wakayama)  - Shirakawa (Kamo) - Shirako- Shiranuka  - Shiraoi - Shirataka - Shiriuchi - Shiroishi - Shirosato - Shisui - Shitara  - Shiwa   - Shizukuishi  -  Shodoshima  - Shōnai - Shoo- Showa (Yamanashi) - Sōbetsu - Soeda - Sotogahama  - Sue (Fukuoka)  - Sugito  - Sumita - Suo-Oshima - Susami - Suttsu

## T
Tabuse  - Tachiarai -  Tadami 
- Tadaoka - Tadotsu - Taga  - Tagami
- Taiji - Taiki (Hokkaido) - Taiki (Mie)   - Taishi (Hyogo) - Taishi (Osaka) - Taiwa  - Tajiri (Osaka) - Taka (Hyogo) - Takachiho - Takahama (Fukui) - Takaharu  - Takahata - Takamori (Kumamoto) - Takamori (Nagano)  - Takanabe   - Takanezawa - Takasu - Takatori - Taketomi  - Taketoyo - Taki - Takinoue   - Takko - Tako- Tamaki  - Tamamura - Tanagura  - Tano    - Tara (Saga)- Taragi  - Tarui - Tateshina - Tateyama (Toyama) - Tatsugo- Tatsuno - Tawaramoto - Teshikaga - Teshio - Tobe - Tōbetsu - Toei (Aichi)   - Togitsu- Togo (Aichi)  - Tohoku (Aomori)  - Toin - Tokigawa  - Tokunoshima  - Tōma - Tomamae - Tomika - Tomioka - Tomiya - Tone - Tonosho (Chiba) - Tonosho (Kagawa) - Tosa (gemeente) - Tōyako - Toyo   - Toyokoro - Toyono - Toyosato- Toyotomi - Toyoura - Toyoyama  - Tsubata - Tsubetsu -  Tsukigata - Tsunagi - Tsunan - Tsuno (Kochi)   - Tsuno (Miyazaki) - Tsurugi- Tsuruta  - Tsuwano

## U
Uchiko - Uchinada -  Ugo - Ujitawara - Umi - Urahoro - Urakawa- Urausu - Uryū - Utazu

## W
Wadomari  - Wakasa (Fukui) - Wakasa (Tottori)  - Wake
- Waki - Wakuya  - Wanouchi  - Wassamu - Watarai - Watari - Wazuka - Yabuki

## Y
Yachiyo - Yaese  - Yahaba- Yakage - Yakumo - Yakushima - Yamada - Yamakita - Yamamoto - Yamanobe - Yamanouchi - Yamato (Kumamoto) - Yamatsuri - Yanaizu - Yaotsu - Yasuda - Yazu
- Yoichi - Yokohama - Yokoshibahikari - Yokoze - Yonabaru  - Yonaguni - Yorii - Yoro- Yoron - Yosano - Yoshida -  Yoshika - Yoshimi - Yoshino - Yoshinogari - Yoshioka - Yoshitomi - Yuasa - Yubetsu   - Yugawara - Yuni - Yunomae - Yura - Yurihama  - Yusuhara - Yusui - Yuza - Yuzawa

## Z
Zaō